# Simone da Correggio

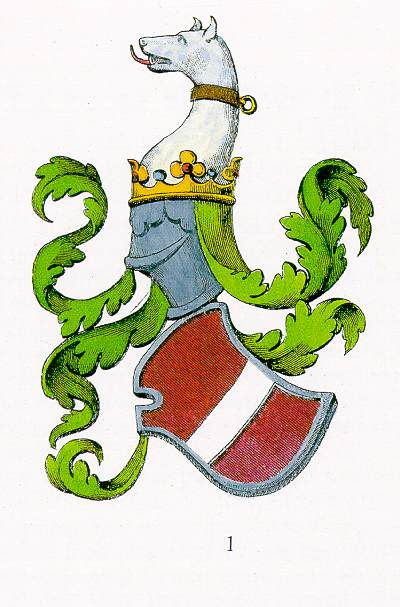
Antico stemma Da Correggio

Simone da Correggio (... – 1344) è stato un politico e condottiero italiano, signore di Correggio e di Guastalla.

## Biografia
Figlio di Giberto III da Correggio e di Elena Malaspina, nel 1323 si schierò coi guelfi e fu al servizio di Bertrando del Poggetto quando venne tolta Piacenza ai Visconti. Passò coi ghibellini militando per Cangrande I della Scala contro i padovani. Cacciato da Parma a seguito del predominio dei Rossi nel 1329, poté fare rientro solo nel 1331 e grazie agli Scaligeri, cacciati di nuovo i Rossi, divenne coi fratelli signore di Parma nel 1341.
Morì nel 1344.

## Discendenza
Simone sposò in prime nozze Cancelliera Maggi di Brescia e in seconde nozze Beatrice della Torre di Milano.
Ebbe tre figli:
- Jacopina, sposò Ubertino da Carrara, signore di Padova
- Gianfrancesco, cavaliere al servizio dei Visconti e degli Estensi
- Antonia

## Ascendenza
|                          |   |                     | Genitori |  |  | Nonni |  |  | Bisnonni                |  |  | Trisnonni              |  |
|                          |   |                     |          |  |  |       |  |  | Gherardo V da Correggio |  |  | Giberto I da Correggio |  |
|                          |   |                     |          |  |  |       |  |  | Gherardo V da Correggio |  |  | Giberto I da Correggio |  |
|                          |   | …                   |          |  |  |       |  |  | Gherardo V da Correggio |  |  |                        |  |
| Guido II da Correggio    |   |                     |          |  |  |       |  |  | Gherardo V da Correggio |  |  |                        |  |
|                          |   | Adelasia Rossi      | …        |  |  |       |  |  |                         |  |  |                        |  |
|                          |   | Adelasia Rossi      | …        |  |  |       |  |  |                         |  |  |                        |  |
|                          |   | Adelasia Rossi      | …        |  |  |       |  |  |                         |  |  |                        |  |
| Giberto III da Correggio |   | Adelasia Rossi      |          |  |  |       |  |  |                         |  |  |                        |  |
|                          |   | Giberto della Gente | …        |  |  |       |  |  |                         |  |  |                        |  |
|                          |   | Giberto della Gente | …        |  |  |       |  |  |                         |  |  |                        |  |
|                          |   | Giberto della Gente | …        |  |  |       |  |  |                         |  |  |                        |  |
| Mabilia della Gente      |   | Giberto della Gente |          |  |  |       |  |  |                         |  |  |                        |  |
|                          |   | …                   | …        |  |  |       |  |  |                         |  |  |                        |  |
|                          |   | …                   | …        |  |  |       |  |  |                         |  |  |                        |  |
|                          |   | …                   | …        |  |  |       |  |  |                         |  |  |                        |  |
| Simone da Correggio      |   | …                   |          |  |  |       |  |  |                         |  |  |                        |  |
|                          | … | …                   |          |  |  |       |  |  |                         |  |  |                        |  |
|                          | … | …                   |          |  |  |       |  |  |                         |  |  |                        |  |
|                          | … | …                   |          |  |  |       |  |  |                         |  |  |                        |  |
| Malaspina Mulazzo        | … |                     |          |  |  |       |  |  |                         |  |  |                        |  |
|                          |   | …                   | …        |  |  |       |  |  |                         |  |  |                        |  |
|                          |   | …                   | …        |  |  |       |  |  |                         |  |  |                        |  |
|                          |   | …                   | …        |  |  |       |  |  |                         |  |  |                        |  |
| Elena Malaspina          |   | …                   |          |  |  |       |  |  |                         |  |  |                        |  |
|                          |   | …                   | …        |  |  |       |  |  |                         |  |  |                        |  |
|                          |   | …                   | …        |  |  |       |  |  |                         |  |  |                        |  |
|                          |   | …                   | …        |  |  |       |  |  |                         |  |  |                        |  |
| …                        |   | …                   |          |  |  |       |  |  |                         |  |  |                        |  |
|                          |   | …                   | …        |  |  |       |  |  |                         |  |  |                        |  |
|                          |   | …                   | …        |  |  |       |  |  |                         |  |  |                        |  |
|                          |   | …                   | …        |  |  |       |  |  |                         |  |  |                        |  |
|                          |   | …                   |          |  |  |       |  |  |                         |  |  |                        |  |